# 유팽리
제동왕 유팽리(濟東王 劉彭離, 생몰년 미상)는 중국 전한의 황족 · 제후왕이다. 양효왕의 3남이다.

## 행적
아버지가 경제 중6년(기원전 144년)에 죽자 큰아버지 경제가 할머니 효문황후를 만족시키기 위해 형제들을 모두 왕으로 만들어 주면서, 양나라의 일부를 분할한 제동나라의 왕이 되었다. 이해를 바로 원년으로 삼았다.
제동왕은 한 조정에 14년(기원전 131년), 20년(기원전 125년), 26년(기원전 119년) 세 차례 입조했다. 교만하고 날래 자기 노복들이나 망명한 소년들을 거느리고 날이 저물면 사람을 죽여 마음에 드는 재물을 빼앗았다. 이렇게 죽인 사람이 드러난 것만 백여 명이었고, 나라 사람들은 왕이 이러는 것을 알자 감히 밤에 나다니지 못했다.
29년(기원전 116년), 한 피살자의 아들이 당시의 황제 무제에게 이를 말했고, 법으로는 주살되어야 했으나 무제가 그러지 못해 폐서인되어 상용현에 유배되었다. 제동나라는 폐지되었으며, 양나라에 반환되지 않고 한 조정의 관할로 들어가 대하군으로 개편되었다.